# Corriere Etrusco
Corriere Etrusco è stato uno storico bisettimanale locale italiano fondato nel 1808 a Livorno. Cessò le sue pubblicazioni nel 1814, dopo l'abbandono della Toscana, occupata dai napoletani, da parte di Elisa Bonaparte a causa dei disastri patiti da Napoleone nel gennaio del 1814. Con il medesimo nome viene oggi pubblicato, sempre in provincia di Livorno, un quotidiano on-line e un settimanale cartaceo.

## Storia

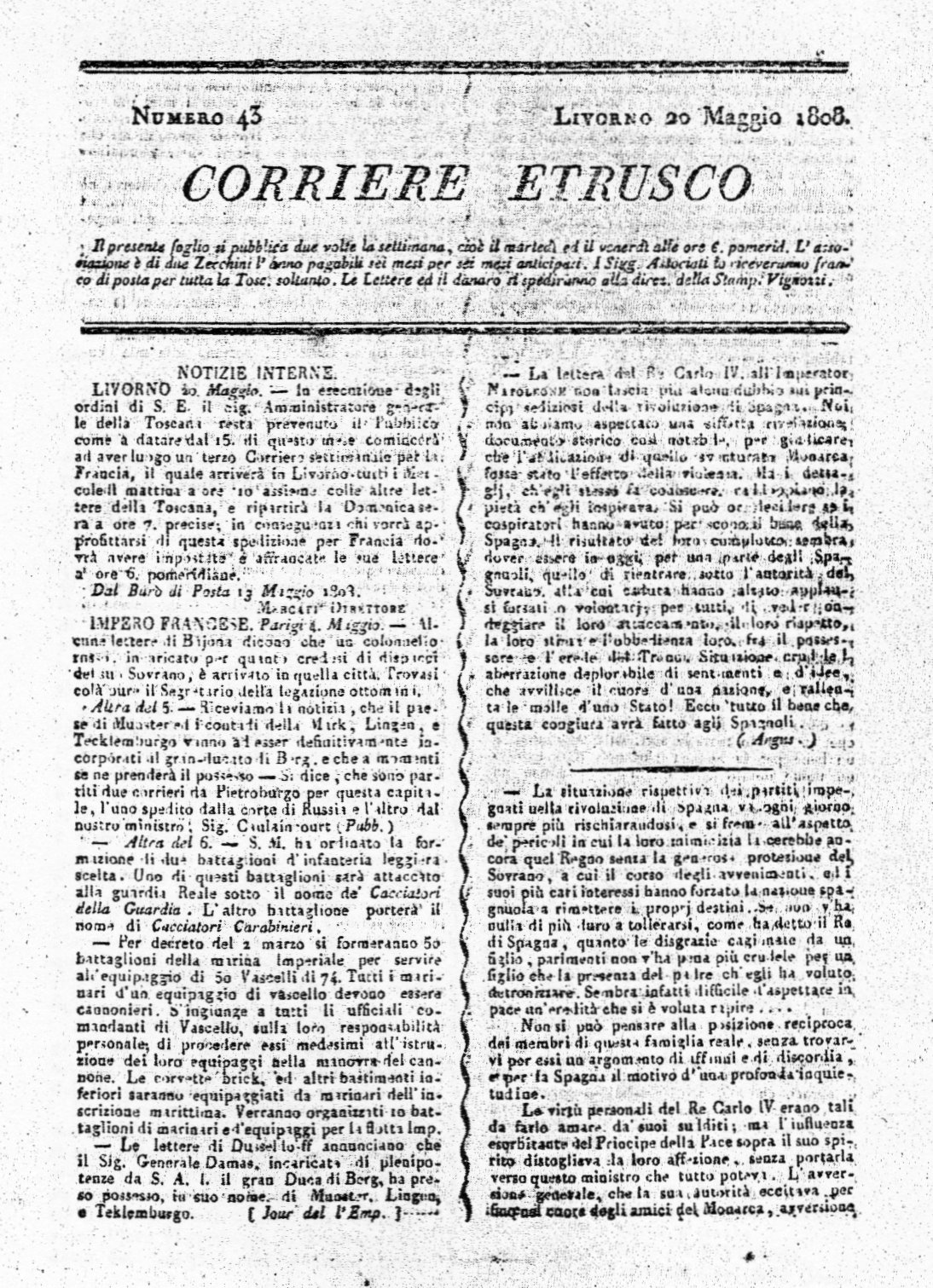
Corriere Etrusco n.43 del 20 maggio 1808

Con il trattato di Fontainebleau, stipulato il 17 ottobre del 1807, tra il re Carlo IV di Spagna e Napoleone, imperatore di Francia e re d'Italia, la Toscana cessava di essere un regno sotto la dinastia dei Borboni di Parma e passava alle dirette dipendenze del governo di Parigi.
Di li a poco, come già avveniva in Francia, la regione fu divisa in tre dipartimenti denominati “dell'Arno” (con capoluogo Firenze), “dell'Ombrone” (con capoluogo Siena) e “del Mediterraneo” (con capoluogo Livorno). Quest'ultimo comprendeva un territorio molto vasto, che andava da Pisa a Volterra compresi diciassette comuni minori tra i quali Piombino.
Proprio durante questo periodo di trasformazione politico-colturale nacque a Livorno un “giornaletto” denominato Corriere Etrusco (di formato 31X21 cm.) che, almeno nel titolo, voleva rappresentare in qualche modo il passaggio dal borbonico Regno d'Etruria all'annessione dell'antico Granducato all'Impero napoleonico. L'avvio delle sue pubblicazioni vengono annunciate dal libraio e tipografo Antonio Vignozzi il 23 dicembre del 1807 e il primo numero fu pubblicato il 2 febbraio del 1808 e proseguirono fino all'inizio del 1814 (seppur con alcuni cambi di nome della testata, ma non di editore) quando tramontò la preponderanza francese.

### Il Corriere Etrusco
Il “Corriere Etrusco - politico, letterario e commerciale” uscì inizialmente come trisettimanale con il suo primo numero il 2 febbraio 1808 (la redazione fu costituita alla fine dell'anno precedente), e nella sua prima edizione venne pubblicato dalla Tipografia Antonio (Giuseppe) Vignozzi di Livorno «stampatore della Prefettura». Direttore Mercati.
Il Corriere Etrusco rispecchiava il periodo di transizione dal Borbonico regno d'Etruria all'annessione dell'antico granducato all'impero Napoleonico. Proprio durante questo periodo di cambiamento storico si incominciò a pubblicare nella città di Livorno questo “giornaletto” di formato piuttosto piccolo (31x21 cm.). Il foglio periodico uscì prima tre volte alla settimana, poi due, il martedì e il venerdì alle ore 18. Il prezzo di abbonamento per un anno era di due Zecchini «pagabili sei mesi per sei mesi anticipati». 
La maggior parte del giornale era, al solito, occupata dagli avvenimenti politici e militari dell'Europa, mentre erano scarse le notizie di carattere regionale e quelle di cronaca locale che in un giornale come questo dovevano maggiormente richiamare l'attenzione dei lettori. 
Così ad esempio nel numero 45 del 28 maggio si riferivano informazioni sulle incursioni dei corsari inglesi che infestavano il litorale e le isole dell'arcipelago; nello stesso numero e in quello successivo (del 31 maggio) si davano ampi ragguagli sulla dimora dei principi Baciocchi a Piombino, sulle visite da essi fatte agli stabilimenti pubblici e sul loro ritorno a Lucca.
Nel numero 40 dell'11 giugno 1808 il giornale pubblicava l'attesa notizia della formale annessione della Toscana al grande impero napoleonico la quale veniva commentata dal cronista nel seguente modo: «Questa riunione, opera del grand'Uomo che presiede in oggi a tutti i destini, mette il colmo a tanti voti e deve far nascere ben grandi speranze!...» 
Il “Corriere Etrusco” non pubblicava una dettagliata cronaca cittadina, che apparirà nei giornali dalla fine dell'Ottocento. Nonostante la periodicità che da trisettimanale passo successivamente bisettimanale, e la piccolezza del formato, pubblicava comunque di tanto in tanto notizie strettamente locali, sempre in prima pagina, insieme alle informazioni politiche alle quali la testata dava una importanza assai maggiore. Il Corriere Etrusco pubblicava, di tanto in tanto, anche alcuni brevi articoli di “varietà didascaliche” cioè che si proponevano fini di ammaestramento morale della popolazione.
Una copia del “Corriere Etrusco” n°16 dell'8 marzo 1808 è acclusa a una lettera al Martini del commissario civile di Livorno, Mattei, e conservata in ASF segreteria di Stato 1765-1808, f.815, “Carteggio del direttore 1808”.

### I giornali livornesi dell'epoca francese
Il Corriere Etrusco fu il primo di una serie di testate pubblicato dalla Tipografia Antonio (Giuseppe) Vignozzi di Livorno «stampatore della Prefettura» del quale le altre furono una mera continuazione. Questi furono definiti da Ersilio Michel “I giornali livornesi dell'epoca francese (1808-1814)”. Al “Corriere Etrusco” seguirono infatti la “Gazzetta di Livorno”, il “Corriere del Mediterraneo” e il “Giornale del dipartimento del Mediterraneo”, che si avvicendarono in Livorno in quegli anni sempre con lo stesso stile e formato.
Nel gennaio del 1814 dopo i disastri patiti da Napoleone, la Toscana viene occupata dai Napoletani e l'ultimo giorno di quello stesso mese la granduchessa Elisa Baciocchi, sorella di Napoleone, abbandona la Toscana rifugiandosi a Trieste, e con la sua partenza cessò definitivamente la pubblicazione anche dell'ultimo dei giornali ufficiali del dipartimento del Mediterraneo.

## Direttori
- Mercati (1808)